# NGC 3285A
NGC 3285A (другие обозначения — ESO 501-8, MCG -4-25-15, AM 1030-271, PGC 31161) — спиральная галактика с перемычкой (SBc) в созвездии Гидра.
Этот объект не входит в число перечисленных в оригинальной редакции «Нового общего каталога» и был добавлен позднее.
Галактика NGC 3285A входит в состав группы галактик NGC 3314B. Помимо NGC 3285A в группу также входят ещё 32 галактики.